# Wileński Uniwersytet Techniczny im. Giedymina
Wileński Uniwersytet Techniczny im. Giedymina (lit. Vilniaus Gedimino Technikos Universitetas, VGTU) – uczelnia techniczna z siedzibą w Wilnie, jeden z dwóch uniwersytetów technicznych na Litwie.
Korzenie placówki sięgają 1 września 1956, gdy powołano wileński oddział fakultetu wieczorowego Kowieńskiego Instytutu Politechnicznego (KPI). 6 lipca 1961 dokonano przekształcenia wileńskiego wydziału wieczorowego KPI w Oddział Wileński KPI składający się z sekcji dziennej i wieczorowej.
1 sierpnia 1969 na bazie Oddziału Wileńskiego KPI powołano do życia Wileński Instytut Inżynierii Budownictwa (lit. Vilniaus inžinerinis statybos institutas) jako niezależną już od Kowna placówkę.
W 1990 Instytut przekształcono w Wileński Uniwersytet Techniczny. 22 sierpnia 1996 nadano mu uroczyście imię wielkiego księcia Giedymina.
1 września 2004 na uczelni studiowało 13,5 tys. studentów (w tym prawie 8,5 tys. na pierwszym kursie). Uczelnia prowadzi studia doktoranckie w 15 dziedzinach.

## Struktura
- Wydział Architektury
- Wydział Budownictwa
- Wydział Elektroniczny
- Wydział Inżynierii Środowiska
- Wydział Inżynierii Transportu
- Wydział Nauk Fundamentalnych
- Wydział Mechaniki
- Wydział Zarządzania Biznesem

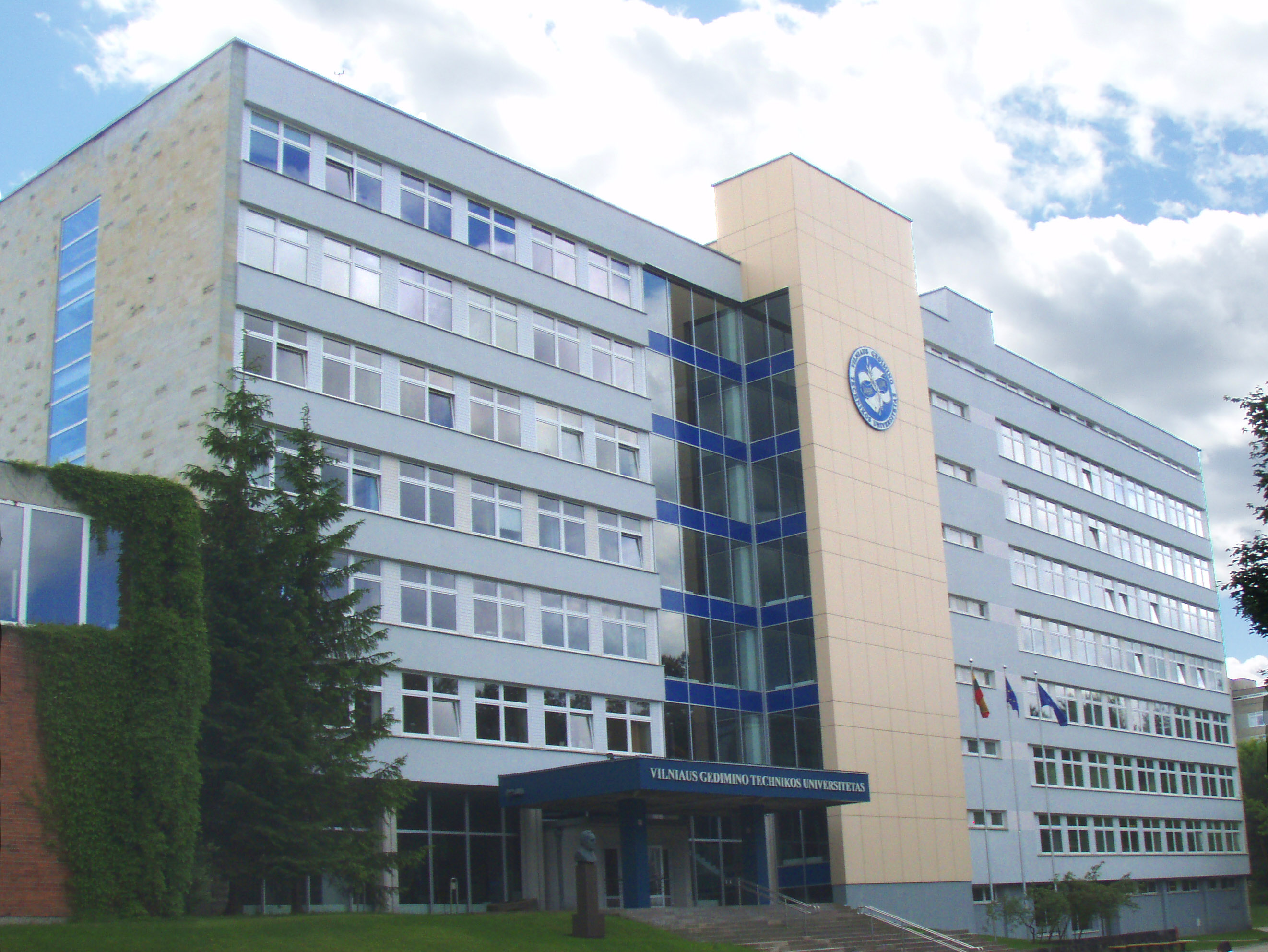

- Instytut Lotnictwa im. Antanasa Gustaitisa
- Instytut Nauk Humanistycznych
- Centrum Studiów Międzynarodowych